# ЗІС-42
ЗІС-42 і ЗІС-42М — радянський напівгусеничний позашляховик. Призначався для роботи в умовах бездоріжжя і як артилерійського тягача. Був модернізованою версією напівгусеничної вантажівки ЗІС-22. ЗІС-42/-42М серійно вироблявся на заводі ЗІС на базі звичайної вантажівки ЗІС-5В у 1942—1944 роках. Дослідні зразки випробовувалися у 1940 році. Початок німецько-радянської війни та евакуація заводу перервали підготовку до запуску у виробництво. Ранні версії ЗІС-42 були вироблені в декількох дослідних партіях у 1942 році, а з кінця того ж року випускалася його покращена модифікація ЗІС-42М, що знаходилася у виробництві до 1944 року. Всього вироблено 6 372 автомобіля ЗІС-42 та ЗІС-42М.

## Опис конструкції
Від базового ЗІС-5В напівгусеничний ЗІС-42 відрізнявся наявністю гусеничної ходової частини з двома хитними візками замість задніх ведучих коліс. Рамка кожної гусеничної візки складалася з штампованих боковин, жорстко пов'язаних опорної маточиною та поперечиною. На кінцях візки між боковинами спереду розміщувалося провідне колесо, а ззаду — напрямне (лінивець). Між ними була балансирне підвішена система з чотирьох ковзанок, закрита кожухом. Весь рушій був підвішений балансирне на півосях заднього моста. ЗІС-42 мав піддон та кожух на передній осі. Для запобігання від ударів рушіїв при їзді по дуже пересічній місцевості з нижньої сторони платформи на спеціальних кронштейнах встановлювалися чотири обмежувальних ролика.
Гусенична стрічка (загальна ширина — 415 мм) являла собою гумовотканинну стрічку з металевими накладками.
При їзді по глибокому снігу, болота використовувалися лижі, що встановлюються на передні колеса.
Модернізований автомобіль (ЗІС-42М) мав двигун типу ЗІС-16 (84 к.с.). Радіатор і фари прикривалися ґратами для захисту від пошкоджень.
На базі ЗІС-42 також розроблялася 37-мм зенітна самохідна установка ЗІС-43.

## Технічні характеристики
- Кількість місць:
  - В кабіні
  - В кузові −14
- Маса, кг — 5250
- Вантажопідйомність, кг:
  - Без причепа — 2250
  - З причепом — 1500
  - По сніжній цілині — 1750
- Маса причепа, кг — 2750

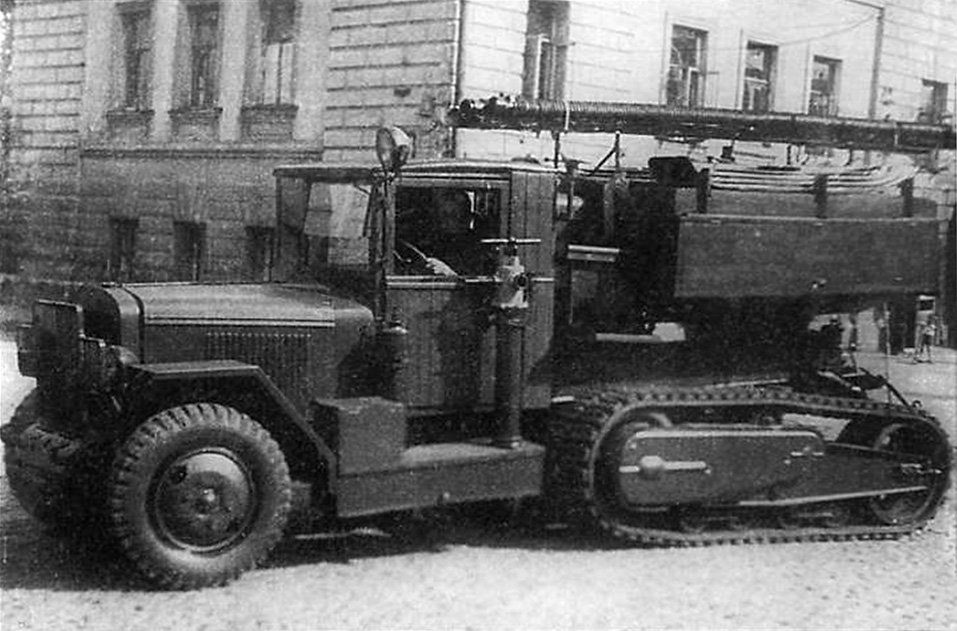
Пожежний автомобіль на шасі ЗІС-42

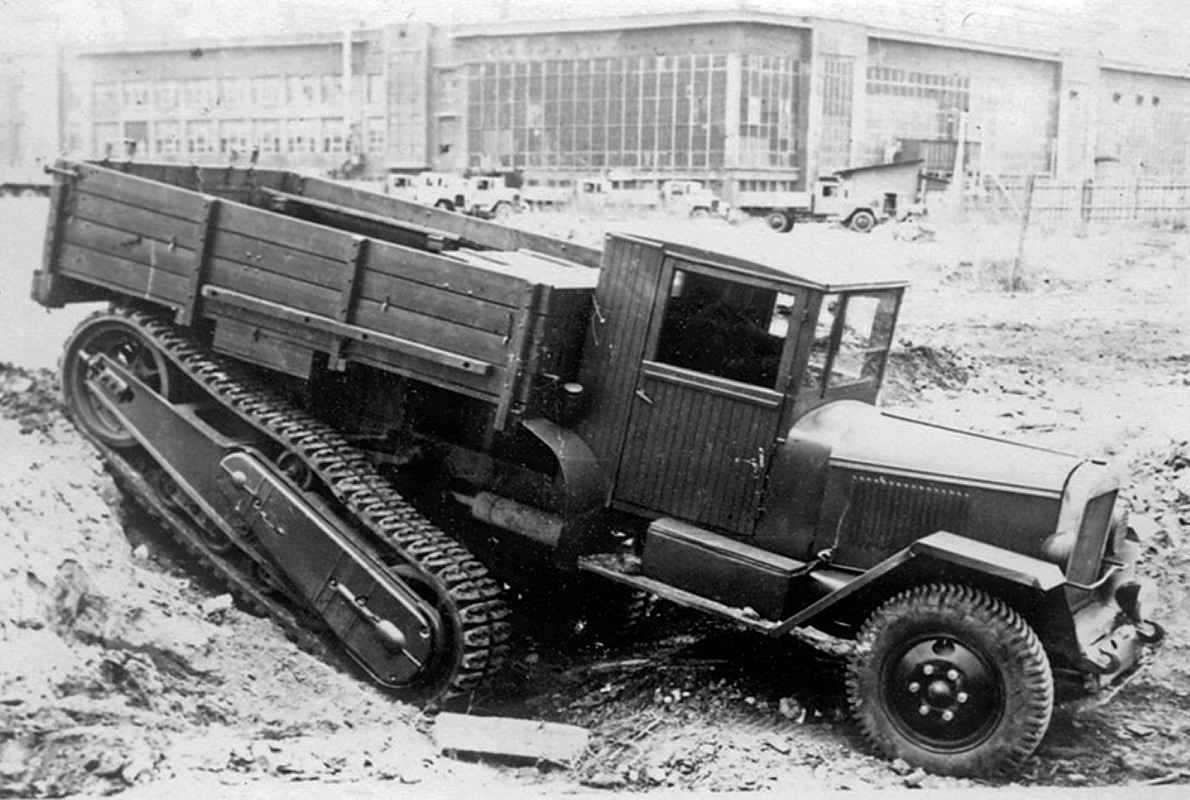
Випробування дослідного зразка, 27 квітня 1942

- Середнє питомий тиск на ґрунт, кг / см ² — 0,287
- Габаритні розміри:
  - Довжина, м — 6,097
  - Ширина, м — 2,36
  - Висота, м — 2,175
  - Висота по тенті, м — 2,95
- Дорожній просвіт, мм — 395
- Кліренс, м 0,318
- Карбюраторний двигун, «ЗІС-5» (ЗІС-42), 73 (84) к.с.
- Ємність бензобаків, л 180
- Витрата палива на 100 км, л
  - По шосе — 47,5
  - По сухому путівцем — 73,4
  - По брудному путівцем — 90,2
- Запас ходу, км по шосе — 390
- Макс. швидкість, км / год — 39,8